# 2-й провулок Льва Толстого (Житомир)
2-й провулок Льва Толстого — провулок в Корольовському районі Житомира.

## Характеристики
Знаходиться на Путятинці. Бере початок від 1-го провулка Льва Толстого. Завершується глухим кутом неподалік Юдейського кладовища.

## Історія
Провулок виник і сформувався у 1960-х роках.